# Landschaftsschutzgebiet Muhlerohl

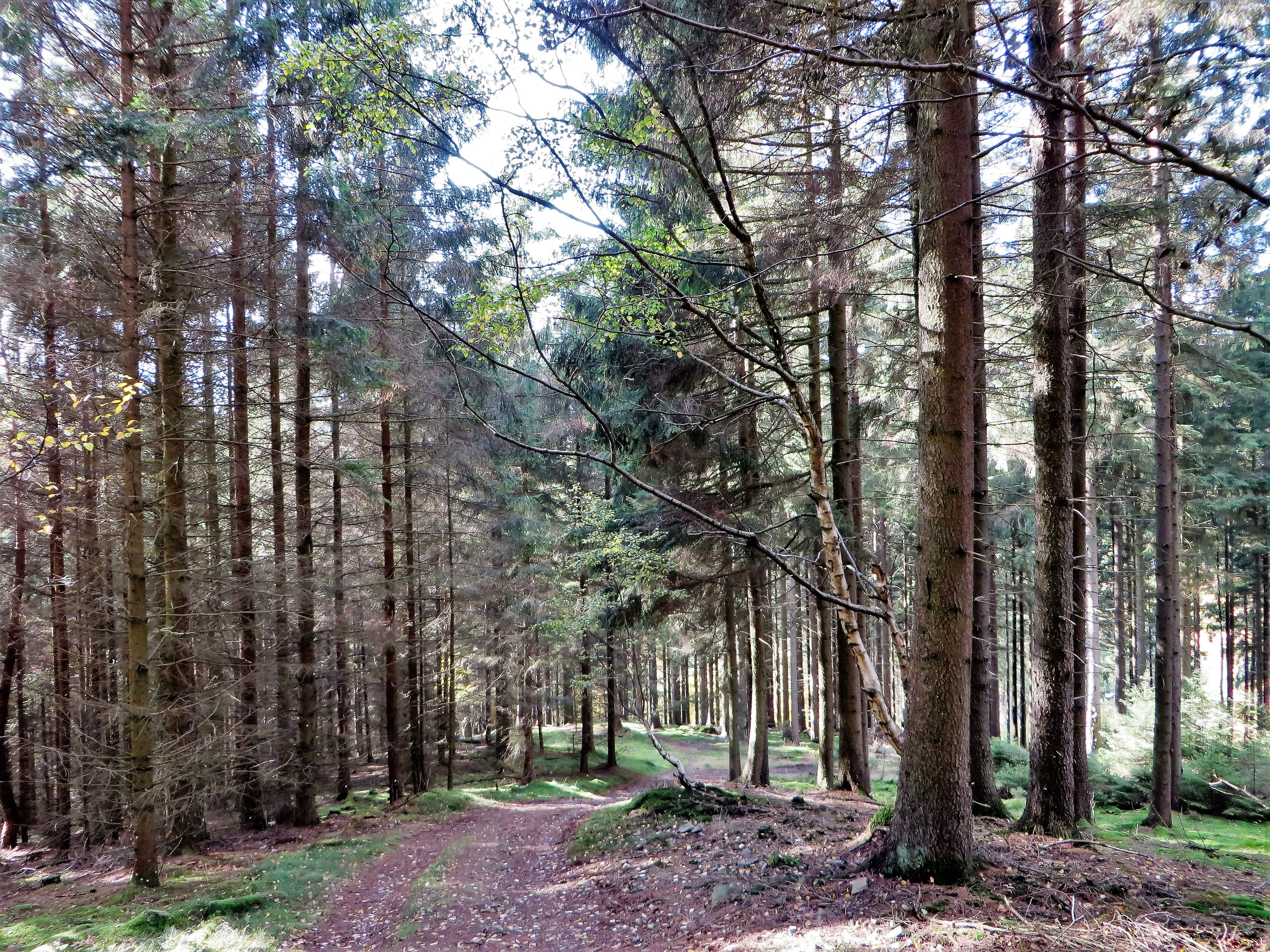
Landschaftsschutzgebiet Muhlerohl

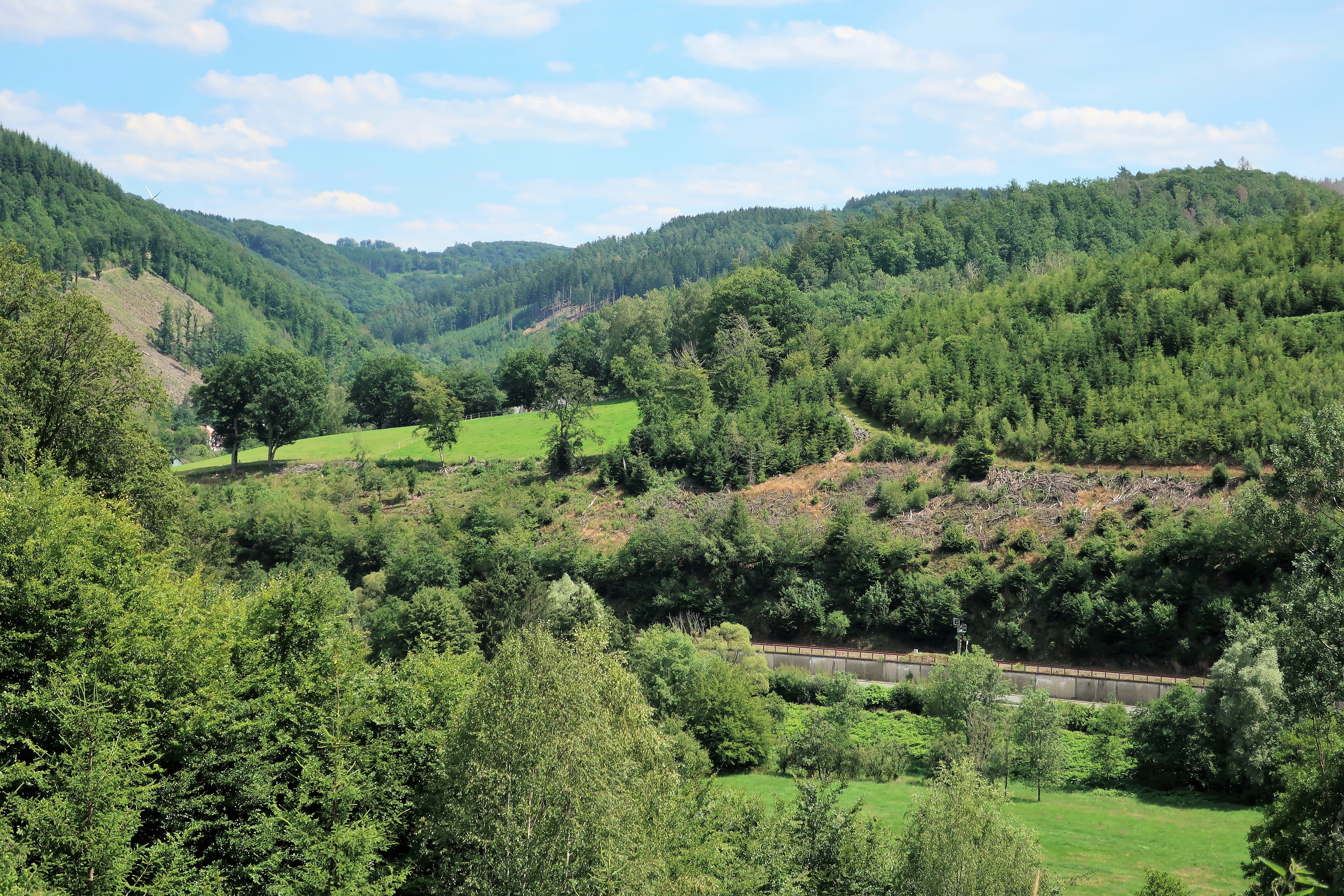
Blick auf das LSG Muhlerohl

Das Landschaftsschutzgebiet Muhlerohl mit einer Flächengröße von 173,22 ha befindet sich auf dem Gebiet der kreisfreien Stadt Hagen in Nordrhein-Westfalen. Das Landschaftsschutzgebiet (LSG) wurde 1994 mit dem Landschaftsplan der Stadt Hagen vom Stadtrat von Hagen ausgewiesen.

## Beschreibung
Im Westen grenzt das Landschaftsschutzgebiet Breckerfeld im Stadtgebiet von Breckerfeld an. Im Norden liegt das besiedelte Tal der Sterbecke. Im Süden und im Osten liegt  das Landschaftsschutzgebiet Märkischer Kreis.
Im LSG liegen hauptsächlich überwiegend bewaldete Flächen.

## Schutzzweck
Laut Landschaftsplan erfolgte die Ausweisung „zur Erhaltung und Wiederherstellung der Leistungsfähigkeit des Naturhaushaltes, insbesondere durch Sicherung naturnah entwickelter Lebensräume und wegen der Vielfalt, Eigenart und Schönheit des Landschaftsbildes“.